# Edison Méndez
Edison Vicente Méndez Méndez (* 16. März 1979 in El Juncal, einem Dorf im Chota-Tal, das politisch zum Kanton Ibarra der Provinz Imbabura gehört) ist ein ehemaliger ecuadorianischer Fußballspieler und Fußballtrainer. Der 1,75 m große Mittelfeldspieler galt als Allrounder, da er sowohl als Spielgestalter als auch defensiv sowie zentral, auf der linken und auf der rechten Seite eingesetzt werden konnte.

## Vereinsfußball
Méndez begann seine Laufbahn 1996 bei Deportivo Quito in Ecuador, für die er 1997 sein Erstligadebüt gab. 2003 wechselte er auf Leihbasis zum Stadtrivalen El Nacional, bevor er im Januar 2004 zum Clausura-Turnier 2003/04 von Irapuato in Mexiko verpflichtet wurde.
Bei Irapuato wurde er zum Stammspieler und erzielte in 16 Spielen 5 Tore. Nach dem Turnier wurde die mexikanische Primera División verkleinert und Irapuato verlor durch Votum der Clubpräsidenten sein Teilnahmerecht. Es nahm daher am Apertura-Turnier 2004/05 nicht teil; Méndez wurde an Santos Laguna abgegeben. Hier konnte er sich nicht endgültig durchsetzen. Er stand nur sechsmal in der Startformation und erzielte zwei Tore.
Zur Saison 2005 kehrte er nach Ecuador zurück. Mit seinem Verein LDU Quito gewann er die Apertura-Meisterschaft 2005. Ende Juli 2006 wechselte er zur PSV Eindhoven, zunächst auf Leihbasis. Bei seinem ersten Einsatz für die PSV erzielte er im Meisterschaftsspiel gegen Willem II Tilburg zwei Tore zum 3:1-Erfolg. In seinem zweiten Einsatz, einem Champions-League-Spiel gegen den FC Liverpool (0:0), wurde er zum Man of the Match gewählt. Im November 2006 erwarb die PSV vorzeitig auch Méndez’ Transferrechte. Gleich in seiner ersten Saison bei der PSV konnte Méndez die niederländische Meisterschaft feiern. Er selbst erzielte in 26 Einsätzen fünf Tore. Auch in der Saison 2007/08 wurde er mit Eindhoven niederländischer Meister, wobei er in 20 Spielen ein Tor beisteuerte. In seiner letzten Saison in Eindhoven (2008/09) erzielte er in 26 Saisonspielen drei Tore.
Im Sommer 2009 wechselte er zurück nach Ecuador zu LDU Quito und gewann mit seinem Verein die Copa Sudamericana 2009. Im Juli 2010 wechselte er nach Brasilien zu Atletico Mineiro. Im Januar 2011 kehrte er nach Ecuador zurück, wo er ein Jahr für CS Emelec in Guayaquil spielte. 2012 schloss er sich erneut LDU Quito an. Hier blieb er bis 2013, danach beendete nach einem Zwischenspiel bei Independiente Santa Fe, 2015 seine aktive Laufbahn bei El Nacional.
Bei El Nacional wurde er am 20. November 2020 als Trainer angestellt. Am 9. Dezember 2020 wurde er wieder entlassen. Der Präsident des Klubs begründete es damit, dass Méndez es den Spielern erlaubt haben soll Alkohol zu trinken.

## Nationalmannschaft
In der Nationalmannschaft debütierte Méndez am 8. März 2000 bei einem Freundschaftsspiel gegen Honduras. Er absolvierte bisher 92 Länderspiele, in denen er 15 Tore erzielte (Stand: April 2011).
Unter seinen Toren war das Siegtor zum 1:0 gegen Kroatien bei der WM 2002, dem ersten Sieg Ecuadors bei einer Weltmeisterschaft. Méndez wurde zum Man of the Match gewählt. Am 17. November 2004 erzielte er das entscheidende 1:0 gegen Brasilien in einem Qualifikationsspiel zur WM 2006.
Er war auch bei der Weltmeisterschaft 2006 Stammspieler im rechten Mittelfeld und bereitete im zweiten Vorrundenspiel Ecuadors gegen Costa Rica die Tore zum 2:0 und 3:0 vor.
Außerdem nahm er an den (für Ecuador wenig erfolgreichen) Turnieren um die Copa América 2001, 2004 und 2007 teil.
Er erklärte Anfang 2008 überraschend seinen Rücktritt aus der Nationalmannschaft wegen „Erschöpfung“ durch die Reisen aus den Niederlanden nach Südamerika zu Spielen der Nationalmannschaft. Im Mai 2008 machte er diesen Rücktritt rückgängig und kehrte in die Nationalmannschaft, die inzwischen lediglich ein Freundschaftsspiel gegen Haiti bestritten hatte, zurück.

## Erfolge
LDU Quito 
- Ecuadorianischer Meister

 PSV Eindhoven 
- Niederländischer Supercupsieger: 2008
- Niederländischer Meister: 2007, 2008